# Chaetodon dialeucos
Chaetodon dialeucos е вид бодлоперка от семейство Chaetodontidae. Видът не е застрашен от изчезване.

## Разпространение
Разпространен е в Йемен и Оман.